# SN 2003du
SN 2003du – supernowa typu Ia odkryta 6 maja 2003 roku w galaktyce UGC 9391. Jej maksymalna jasność wynosiła 13,53m.